# هری کالیر
هری کالیر (انگلیسی: Harry Collyer؛ زادهٔ c. 1885) بازیکن فوتبال اهل بریتانیا است.
از باشگاه‌هایی که در آن بازی کرده‌است می‌توان به باشگاه فوتبال کریستال پالاس اشاره کرد.